# Емілі Блант
Е́мілі Блант (англ. Emily Blunt; нар. 23 лютого 1983, Вендсворт, Лондон, Велика Британія) — англійська акторка та сценаристка. Відомі головні ролі у фільмах: «Диявол носить «Прада»» (2006), «Моє літо кохання» (2004) та «Змінюючи реальність» (2011), «Петля часу», «Мисливець і Снігова королева» (обидва 2012), «Сікаріо» (2015), «Дівчина у потягу» (2016) і «Мері Поппінс повертається» (2018).

## Життєпис
Народилася 23 лютого 1983 року в Лондоні, Велика Британія другою дитиною в сім'ї вчительки й адвоката. Дід Емілі — генерал-майор Пітер Блант (англ. Peter Blunt, 1923—2003), кавалер медалі Георга; дядько, Кріспін Блант (англ. Crispin Blunt, нар. 1960) — британський політик, член парламенту, колишній заступник міністра закордонних справ. 
У 8 років стала заїкатися. Проте у 12 років учителька попросила Емілі передати характер іншим голосом, і це спрацювало — вона перестала заїкатися. Закінчила міжнародну школу-пансіон Гартвуд Гаус.
Улюбленими кінофільмами Емілі Блант є «Мисливець на оленів» Майкла Чіміно (1978 рік) та мелодрама «Дорогоцінності» Роджера Янга (1992 р.).

## Кар'єра
У 17 років брала участь в театральному фестивалі, після чого в неї з'явився власний агент. Професійно дебютувала в мюзиклі «Блаженство» 2000 року.
У 2003 році вона з'явилася в драмі «Бoудіка» ("Королева воїнів"). Успішною вважається її роль у драмі «Генріх VIII».
У 2004, 2005 роках відповідно брала участь у зйомках фільмів «Моє літо кохання» та «Донька Гідеона».
У 2006 році знялася разом із Меріл Стріп та Енн Гетевей в успішному фільмі «Диявол носить «Прада»».
У 2009 році відбулася прем'єра фільму «Молода Вікторія», в якому Емілі Блант зіграла головну героїню — королеву Великої Британії Вікторію (її партнером за фільмом став Руперт Френд).
У цьому ж році брала участь у створенні серії мультсеріалу «Сімпсони» (озвучувала нову подругу Ліси Сімпсон Джульєт)
У 2010 році зіграла принцесу Мері в кінофільмі Роба Леттермана «Мандри Гулівера».
На думку акторки, в неї є багато спільного з Елізою Саллас, героїнею фільму «Ті, що змінюють реальність» (2011 рік), сильною й незалежною особистістю. 2016 року Блант зіграла в екранізації трилера Тейта Тейлора «Дівчина у потягу» разом з такими кінозірками, як Гейлі Беннетт, Ребекка Фергюсон, Джастін Теру та Люк Еванс.
У листопаді 2020 року видання Buzz Bingo підрахувало, що персонажки Емілі Блант більше за інших використовують лайку в кадрі.

## Особисте життя
У 2005–2008 роках зустрічалася з канадським співаком Майклом Бубле.
У 2009 заручилася з американським актором і письменником Джоном Кразінські. 2010 року в Італії одружилася. Має двох дітей.

## Фільмографія

### Кінофільми
| Рік  |    | Українська назва                  | Оригінальна назва              | Роль                         |
| ---- | -- | --------------------------------- | ------------------------------ | ---------------------------- |
| 2004 | ф  | Моє літо кохання                  | My Summer of Love              | Темзін                       |
| 2006 | ф  | Диявол носить «Прада»             | The Devil Wears Prada          | Емілі                        |
| 2006 | ф  | Одержимість                       | Irresistible                   | Мара                         |
| 2007 | ф  | Крижаний вітер                    | Wind Chill                     | дівчина                      |
| 2007 | ф  | Життя по Джейн Остін              | The Jane Austen Book Club      | Пруді                        |
| 2007 | ф  | Закохатися у наречену брата       | Dan in Real Life               | Руті                         |
| 2007 | ф  | Війна Чарлі Вілсона               | Charlie Wilson's War           | Джейн Ліддл                  |
| 2008 | ф  | Великий Бак Говард                | The Great Buck Howard          | Валері Бреннан               |
| 2008 | ф  | Чищення до блиску                 | Sunshine Cleaning              | Нора                         |
| 2009 | ф  | Молода Вікторія                   | The Young Victoria             | Королева Вікторія            |
| 2010 | ф  | Дика штучка                       | Wild Target                    | Роуз                         |
| 2010 | ф  | Людина-вовк                       | The Wolfman                    | Гвен Конліфф                 |
| 2010 | ф  | Мандри Гуллівера                  | Gulliver's Travels             | принцеса Марія               |
| 2011 | мф | Гномео та Джульєта                | Gnomeo & Juliet                | Джульєтта (озвучення)        |
| 2011 | ф  | Змінюючи реальність               | The Adjustment Bureau          | Еліза Селлас                 |
| 2011 | ф  | Риба моєї мрії                    | Salmon Fishing in the Yemen    | Гаррієт                      |
| 2011 | ф  | Сестра твоєї сестри               | Your Sister's Sister           | Айріс                        |
| 2011 | ф  | Маппети                           | The Muppets                    | секретарка                   |
| 2012 | ф  | 5 років майже одружені            | The Five-Year Engagement       | Віолетта Барнс               |
| 2012 | ф  | Петля часу                        | Looper                         | Сара                         |
| 2012 | ф  | Артур Ньюман                      | Arthur Newman                  | Мікаела / Шарлотта           |
| 2013 | а  | Здійнявся вітер                   | 風立ちぬ / The Wind Rises      | Нахоко Сатомі (англ. дубляж) |
| 2014 | ф  | На межі майбутнього               | Edge of Tomorrow               | сержант Ріта Вратаскі        |
| 2014 | ф  | У темному-темному лісі            | Into the Woods                 | дружина Булочника            |
| 2015 | ф  | Сікаріо                           | Sicario                        | Кейт Мейсі                   |
| 2016 | ф  | Мисливець і Снігова королева      | The Huntsman: Winter's War     | Фрея                         |
| 2016 | ф  | Дівчина у потягу                  | The Girl on the Train          | Рейчел Вотсон                |
| 2017 | мф |                                   | Animal Crackers                | Зої (озвучення)              |
| 2017 | мф | Мій маленький поні в кіно         | My Little Pony: The Movie      | Буря (озвучення)             |
| 2018 | ф  | Тихе місце                        | A Quiet Place                  | Евелін Еббот                 |
| 2018 | мф | Шерлок Гномс                      | Sherlock Gnomes                | Джульєтта (озвучення)        |
| 2018 | ф  | Мері Поппінс повертається         | Mary Poppins Returns           | Мері Поппінс                 |
| 2020 | ф  | Дикий гірський чебрець            | Wild Mountain Thyme            | Розмарі Малдун               |
| 2020 | ф  | Тихе місце 2                      | A Quiet Place: Part II         | Евелін Еббот                 |
| 2021 | ф  | Круїз по джунглях                 | Jungle Cruise                  | Лілі Гоугтон                 |
| 2023 | ф  | Оппенгеймер                       | Oppenheimer                    | Кетрін Оппенгеймер           |
| 2023 | ф  | Продавці болю                     | Pain Hustlers                  | Лайза Дрейк                  |
| 2024 | ф  | Каскадер                          | The Fall Guy                   | Джоді Морено                 |
| 2024 | ф  | Уявні друзі                       | IF                             | єдиноріг (озвучення)         |
| 2025 | ф  | Руйнівна машина                   | The Smashing Machine           | Дон Стейплз                  |
| 2026 | ф  | Диявол носить «Прада» 2           | The Devil Wears Prada 2        | Емілі                        |
| 2026 | ф  | Майбутній фільм Стівена Спілберга | Untitled Steven Spielberg film |                              |

### Телебачення
| Рік  |    | Українська назва                                      | Оригінальна назва                                        | Роль                                              |
| ---- | -- | ----------------------------------------------------- | -------------------------------------------------------- | ------------------------------------------------- |
| 2003 | тф |                                                       | Boudica                                                  | Ізольда                                           |
| 2003 | тф | Генріх VIII                                           | Henry VIII                                               | Катерина Говард                                   |
| 2003 | с  | Війна Фойла                                           | Foyle's War                                              | Люсі Марк'ем (Епізод: "War Games")                |
| 2004 | с  | Пуаро Агати Крісті                                    | Agatha Christie's Poirot                                 | Ліннет Ріджвей-Дойл (Епізод: "Death on the Nile") |
| 2005 | с  | Імперія                                               | Empire                                                   | Весталка Камане (6 епізодів)                      |
| 2005 | тф | Загадкова справа Шерлока Холмса та Артура Конан Дойла | The Strange Case of Sherlock Holmes & Arthur Conan Doyle | Джин Лекі                                         |
| 2006 | тф | Дочка Гідеона                                         | Gideon's Daughter                                        | Наташа                                            |
| 2009 | мс | Сімпсони                                              | The Simpsons                                             | Джульєтта Гоббс (Епізод: "Lisa the Drama Queen")  |
| 2015 | с  | Ліпсінк Батл                                          | Lip Sync Battle                                          | гість (Епізод: "Emily Blunt vs. Anne Hathaway")   |
| 2016 | с  | Суботнього вечора в прямому ефірі                     | Saturday Night Live                                      | гість (Епізод: "Emily Blunt / Bruno Mars")        |
| 2022 | с  | Англійка                                              | The English                                              | Корнелія Локк (6 епізодів)                        |

## Нагороди та номінації
| Нагорода                       | Рік  | Категорія                                        | Робота                    | Результат |
| ------------------------------ | ---- | ------------------------------------------------ | ------------------------- | --------- |
| «Оскар»                        | 2024 | Найкраща жіноча роль другого плану               | Оппенгеймер               | Номінація |
| Премія БАФТА у кіно            | 2007 | Зірка, яка сходить                               | Н/Д                       | Номінація |
| Премія БАФТА у кіно            | 2007 | Найкраща жіноча роль другого плану               | Диявол носить «Прада»     | Номінація |
| Премія БАФТА у кіно            | 2017 | Найкраща жіноча роль                             | Дівчина у потягу          | Номінація |
| Премія БАФТА у кіно            | 2024 | Найкраща жіноча роль другого плану               | Оппенгеймер               | Номінація |
| Золотий глобус                 | 2007 | Найкраща жіноча роль другого плану               | Диявол носить Прада       | Номінація |
| Золотий глобус                 | 2007 | Найкраща жіноча роль другого плану — телебачення | Донька Гідеона            | Перемога  |
| Золотий глобус                 | 2010 | Найкраща жіноча роль — драма                     | Молода Вікторія           | Номінація |
| Золотий глобус                 | 2013 | Найкраща жіноча роль — комедія або мюзикл        | Риба моєї мрії            | Номінація |
| Золотий глобус                 | 2015 | Найкраща жіноча роль — комедія або мюзикл        | У темному-темному лісі    | Номінація |
| Золотий глобус                 | 2019 | Найкраща жіноча роль — комедія або мюзикл        | Мері Поппінс повертається | Номінація |
| Золотий глобус                 | 2024 | Найкраща жіноча роль другого плану               | Оппенгеймер               | Номінація |
| Премія Гільдії кіноакторів США | 2017 | Найкраща жіноча роль                             | Дівчина у потягу          | Номінація |
| Премія Гільдії кіноакторів США | 2019 | Найкраща жіноча роль                             | Мері Поппінс повертається | Номінація |
| Премія Гільдії кіноакторів США | 2019 | Найкраща жіноча роль другого плану               | Тихе місце                | Перемога  |
| Премія Гільдії кіноакторів США | 2023 | Найкраща жіноча роль мінісеріалу або телефільму  | Англійка                  | Номінація |
| Премія Гільдії кіноакторів США | 2024 | Найкраща жіноча роль другого плану               | Оппенгеймер               | Номінація |
| Премія Гільдії кіноакторів США | 2024 | Найкраща робота акторського складу               | Оппенгеймер               | Перемога  |
| Супутник                       | 2009 | Найкраща акторка — драма                         | Молода Вікторія           | Номінація |
| Супутник                       | 2009 | Найкраща акторка другого плану                   | Чищення до блиску         | Номінація |
| Супутник                       | 2015 | Найкращий акторський склад                       | У темному-темному лісі    | Перемога  |
| Супутник                       | 2019 | Найкраща акторка — комедія або мюзикл            | Мері Поппінс повертається | Номінація |
| AACTA International Awards     | 2016 | Найкраща жіноча роль                             | Сікаріо                   | Номінація |
| AACTA International Awards     | 2019 | Найкраща жіноча роль                             | Тихе місце                | Номінація |

## Джерело
- Емілі Блант [Архівовано 2 лютого 2010 у Wayback Machine.](англ.) на сайті Internet Movie Database
- Емілі Блант [Архівовано 11 березня 2011 у Wayback Machine.](укр.) на сайті Kino-teatr.ua